# Kosteantînivka, Smila
Kosteantînivka (în ucraineană Костянтинівка) este localitatea de reședință a comunei Kosteantînivka din raionul Smila, regiunea Cerkasî, Ucraina.

## Demografie
Componența lingvistică a localității Kosteantînivka
     Ucraineană (95,78%)
     Rusă (4%)
     Alte limbi (0,08%)
Conform recensământului din 2001, majoritatea populației localității Kosteantînivka era vorbitoare de ucraineană (95,78%), existând în minoritate și vorbitori de rusă (4%).